# Laguna Taraira
La laguna Taraira es un cuerpo de agua en Colombia localizado en el extremo sureste del departamento del Vaupés, el cual se encuentra situado en la Amazonía colombiana, en límites con Brasil, y del río Taraira toma su nombre.
La laguna de Taraira, conocida también como lago Caparú o Mosiro Itájura, es un antiguo meandro del río Apaporis.

## Localización
La laguna Taraira se encuentra en el municipio de Taraira en donde se cubre 5,5 kilómetros.